# Thủy điện Thượng Nhật
Thủy điện Thượng Nhật là thủy điện xây dựng trên sông Thượng Nhật tại vùng đất xã Thượng Nhật huyện Phú Lộc thành phố Huế, Việt Nam..
Thủy điện Thượng Nhật có công suất lắp mày 7 MW với 2 tổ máy, sản lượng điện hàng năm 28 triệu KWh, khởi công tháng 04/2016, hoàn thành tháng 12/2019.

## Sông Thượng Nhật
Sông Thượng Nhật là phụ lưu của Sông Tả Trạch trong lưu vực Sông Hương.
Sông Thượng Nhật dài cỡ 25 km, bắt nguồn từ dải núi phía nam xã Thượng Nhật 16°00′42″B 107°41′23″Đ / 16,01153°B 107,689811°Đ, chảy về hướng bắc. Tới xã Hương Sơn sông đổ vào sông Tả Trạch 16°10′39″B 107°41′02″Đ / 16,177397°B 107,683951°Đ, từ đó tới sông Hương.
Đập chính của thủy điện ở cách cửa sông cỡ 8 km, cách trung tâm hành chính xã Thượng Nhật cỡ 1,5 km, và cách thị trấn Khe Tre cỡ 10 km đường bộ về hướng tây nam. Đó là điều kiện thuận lợi để phát triển du lịch trong ngày đến vùng hồ thủy điện.

## Tác động môi trường dân sinh
Dự án Thủy điện Thượng Nhật đã được cấp phép đầu tư năm 2007, khởi công tháng 5/2008, dự kiến hoàn thành giữa năm 2010. Tuy nhiên việc thi công diễn ra cầm chừng, và đến năm 2016 thì khởi động lại. Đến giữa năm 2019 công trình chuẩn bị tích nước nhưng chưa hoàn thành đền bù, nên bị chính quyền nhắc nhở.